# Pseudacraea dolomena
Pseudacraea dolomena is een vlinder uit de onderfamilie Limenitidinae van de familie Nymphalidae. De wetenschappelijke naam van de soort is, als Diadema dolomena, voor het eerst geldig gepubliceerd in 1865 door William Chapman Hewitson.